# العلاقات الجزائرية السورينامية
العلاقات الجزائرية السورينامية هي العلاقات الثنائية التي تجمع بين الجزائر وسورينام.

## مقارنة بين البلدين
هذه مقارنة عامة ومرجعية للدولتين:
| وجه المقارنة                                              | الجزائر                      | سورينام                        |
| --------------------------------------------------------- | ---------------------------- | ------------------------------ |
| المساحة (كم2)                                             | 2.38 مليون                   | 163.27 ألف                     |
| عدد السكان (نسمة)                                         | 38.81 مليون                  | 563.40 ألف                     |
| الكثافة السكانية (ن./كم²)                                 | 16.31                        | 3.45                           |
| العاصمة                                                   | الجزائر                      | باراماريبو                     |
| اللغة الرسمية                                             | اللغة العربية، لغات أمازيغية | اللغة الهولندية                |
| العملة                                                    | دينار جزائري                 | دولار سورينامي، غيلدر سورينامي |
| الناتج المحلي الإجمالي (بليون دولار)                      | 170.37 مليار                 | 3.32 مليار                     |
| الناتج المحلي الإجمالي (تعادل القوة الشرائية) بليون دولار | 582.63 مليار                 | 9.07 مليار                     |
| الناتج المحلي الإجمالي الاسمي للفرد دولار أمريكي          | 4.21 ألف                     | 9.48 ألف                       |
| الناتج المحلي الإجمالي للفرد دولار أمريكي                 | 14.19 ألف                    | 16.64 ألف                      |
| مؤشر التنمية البشرية                                      | 0.745                        | 0.714                          |
| رمز المكالمات الدولي                                      | +213                         | +597                           |
| رمز الإنترنت                                              | .dz                          | .sr                            |
| المنطقة الزمنية                                           | ت ع م+01:00                  | 00                             |

## منظمات دولية مشتركة
يشترك البلدان في عضوية مجموعة من المنظمات الدولية، منها:
| علم المنظمة | اسم المنظمة                        | تاريخ انضمام الجزائر | تاريخ انضمام سورينام |
| ----------- | ---------------------------------- | -------------------- | -------------------- |
|             | يونسكو                             | 15 أكتوبر 1962       | 16 يوليو 1976        |
|             | وكالة ضمان الاستثمار متعدد الأطراف | 4 يونيو 1996         | 2 يوليو 2003         |
|             | الأمم المتحدة                      | 8 أكتوبر 1962        | 4 ديسمبر 1975        |
|             | الاتحاد البريدي العالمي            | ?                    | ?                    |
|             | البنك الدولي للإنشاء والتعمير      | 26 سبتمبر 1963       | 27 يونيو 1978        |
|             | المنظمة الهيدروغرافية الدولية      | ?                    | ?                    |
|             | منظمة التعاون الإسلامي             | ?                    | ?                    |
|             | منظمة حظر الأسلحة الكيميائية       | ?                    | ?                    |
|             | الاتحاد الدولي للاتصالات           | 3 مايو 1963          | 15 يوليو 1976        |
|             | مؤسسة التمويل الدولية              | 23 سبتمبر 1990       | 1 سبتمبر 2011        |
|             | منظمة التجارة العالمية             | ?                    | ?                    |
|             | منظمة الشرطة الجنائية الدولية      | ?                    | ?                    |

## وصلات خارجية
- موقع وزارة الخارجية الجزائرية
- موقع وزارة الخارجية السورينامية